# لئونارد آسپر
لئونارد آسپر (انگلیسی: Leonard Asper؛ زادهٔ ۳۱ مهٔ ۱۹۶۴) وکیل، مدیر اجرایی و کارآفرین اهل کانادا است، که در سال ۲۰۱۰ شرکت آنتم اسپورتس اند اینترتینمنت را تأسیس کرد.